# Leucania lacticinia
Leucania lacticinia är en fjärilsart som beskrevs av Paul Dognin 1914. Leucania lacticinia ingår i släktet Leucania och familjen nattflyn. Inga underarter finns listade i Catalogue of Life.